# Пробуждення (Курська область)
Пробуждення (рос. Пробуждение) — селище в Фатезькому районі Курської області Російської Федерації.
Населення становить 8 осіб. Входить до складу муніципального утворення Солдатська сільрада.

## Історія
Населений пункт розташований на території українського етнічного та культурного краю Східна Слобожанщина.
Від 2004 року входить до складу муніципального утворення Солдатська сільрада.

## Населення
| 1979 | 1989 | 2002 | 2010 |
| ---- | ---- | ---- | ---- |
| 35   | ↘14  | ↘5   | ↗8   |